# Xã Stratton, Quận Edgar, Illinois
Xã Stratton (tiếng Anh: Stratton Township) là một xã thuộc quận Edgar, tiểu bang Illinois, Hoa Kỳ. Năm 2010, dân số của xã này là 481 người.